# Commeny
Commeny ist eine nordfranzösische Gemeinde mit 648 Einwohnern (Stand 1. Januar 2022) im Département Val-d’Oise in der Region Île-de-France (Frankreich). Sie gehört zum Arrondissement Pontoise und ist Mitglied im Gemeindeverband Communauté de communes Vexin Centre.

## Gemeindegliederung

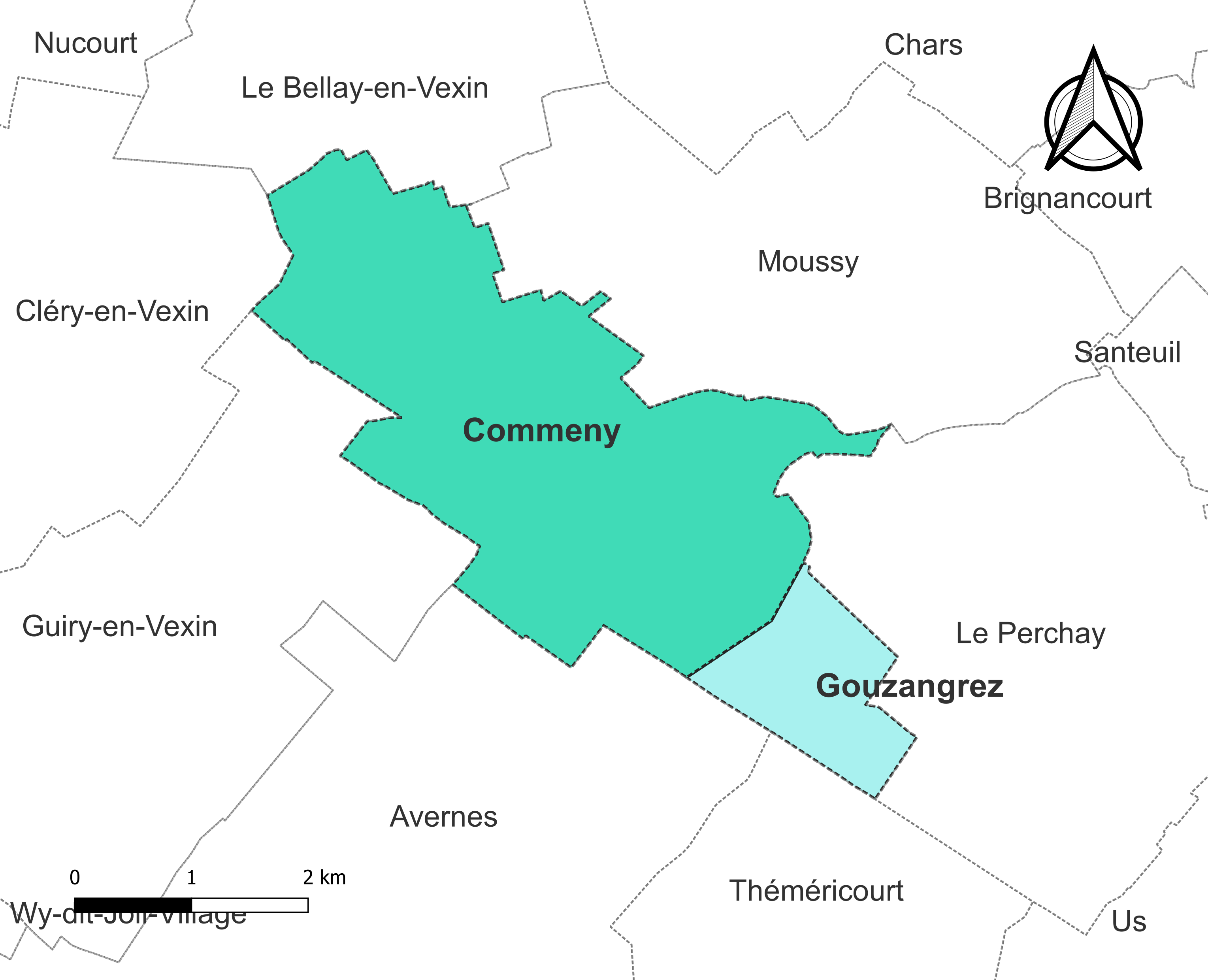
Gemeindegliederung

Sie entstand mit Wirkung vom 1. Januar 2024 als Commune nouvelle durch Zusammenlegung der bis dahin selbstständigen Gemeinden Commeny und Gouzangrez, die fortan keinen Status von Communes déléguées besitzen. Der Verwaltungssitz befindet sich in Commeny.
| Ortsteil                  | Ehemaliger INSEE-Code | PLZ   | Fläche (km²) | Einwohnerzahl (2021) |
| ------------------------- | --------------------- | ----- | ------------ | -------------------- |
| Commeny (Verwaltungssitz) | 95169                 | 95450 | 4,72         | 502                  |
| Gouzangrez                | 95282                 | 95450 | 0,77         | 151                  |

## Geografie
Commeny liegt in einer Höhe von circa 110 m etwa 45 Kilometer nordwestlich des Stadtzentrums von Paris und etwa 18 Kilometer nordwestlich von Pontoise in der Landschaft des Vexin nahe der Grenze zur Normandie. Das Gemeindegebiet gehört zum Regionalen Naturpark Vexin français. Commeny liegt im Einzugsgebiet der Seine. Der Couleuvre, ein Nebenfluss der Viosne entspringt auf dem Gemeindegebiet.
Umgeben wird Commeny von den zehn Nachbargemeinden:
|                | Le Bellay-en-Vexin                          | Moussy       |
| Cléry-en-Vexin | Kompassrose, die auf Nachbargemeinden zeigt | Le Perchay   |
| Guiry-en-Vexin | Avernes                                     | Théméricourt |

## Sehenswürdigkeiten
| Name                                   | Ort        | Bemerkungen                                                       | Bild |
| -------------------------------------- | ---------- | ----------------------------------------------------------------- | ---- |
| Pfarrkirche Saint-Martin               | Commeny    | Um 1200 erbaut, seit 1926 als Monument historique eingeschrieben  |      |
| Pfarrkirche Notre-Dame de l’Assomption | Gouzangrez | 11. Jahrhundert, seit 1926 als Monument historique eingeschrieben |      |

## Bildung
Die Gemeinde verfügt über
- eine öffentliche Vorschule im Ortsteil Gouzangrez und
- eine öffentliche Grundschule (École élémentaire) im Ortsteil Commeny.[2]

## Wirtschaft
In früheren Jahrhunderten lebten die Einwohner als Selbstversorger vom Ertrag ihrer Felder und Gärten; auch Viehzucht wurde in geringem Umfang betrieben. Landwirtschaft und Kleinhandel spielen auch heute noch die größte Rolle im Wirtschaftsleben der Gemeinde. Einige Häuser sind als Ferienhäuser (gîtes) ausgewiesen.

## Verkehr
Die Departementsstraße 43 verbindet den Ortsteil Commeny mit Le Bellay-en-Vexin im Norden und der Anschlussstelle der autobahnähnlich ausgebauten Departementsstraße 14, der ehemaligen Route nationale 14, die in Richtung Paris in die Autoroute A 15 übergeht. Lokale Departementsstraßen führen zu den Nachbargemeinden.
Drei Buslinien de öffentlichen Transportnetzes Île de France mobilités verbinden die Gemeinde mit Magny-en-Vexin im Nordwesten, mit Marines über den Haltepunkt in Santeuil zum Umsteigen in einen Vorortzug in Richtung Gisors oder Paris im Nordosten und zum Bahnhof in Cergy weiter südöstlich. Dort gelangt man über Züge der Linie A des RER direkt nach Paris.